# Roman Swincicki
Roman Mychajłowycz Swincicki, ukr. Роман Михайлович Свінціцкий (ur. 28 lutego 1981 we Lwowie) – ukraiński piłkarz, grający na pozycji napastnika, a wcześniej pomocnika.

## Kariera piłkarska

### Kariera klubowa
Wychowanek SDJuSzOR Karpaty Lwów. W 2000 rozpoczął karierę piłkarską w amatorskiej drużynie Naftowyk Borysław, skąd został zaproszony do Hałyczyny Drohobycz. Po występach w krymskim zespole Dynamo Symferopol wyjechał do Białorusi, gdzie bronił barw Dynama Brześć. W 1988 został piłkarzem Spartaka Iwano-Frankowsk. Również bronił barw jej drugiej drużyny Spartak-2 Kałusz. W 2005 przeszedł do klubu Krymtepłycia Mołodiżne. Latem 2007 przeniósł się do Obołoni Kijów. Latem 2009 powrócił na Krym, gdzie występował najpierw w zespole Feniks-Illiczoweć Kalinine, a od zimy 2010 Krymtepłycia Mołodiżne. W końcu sierpnia 2010 przeniósł się do Prykarpattia Iwano-Frankowsk, ale już w marcu 2011 ponownie wrócił do Krymtepłyci Mołodiżne. W 2012 został piłkarzem Tytanu Armiańsk, ale nie rozegrał żadnego meczu i 25 września 2012 za obopólną zgodą kontrakt został anulowany.

## Sukcesy i odznaczenia

### Sukcesy klubowe
- wicemistrz Pierwszej Lihi Ukrainy: 2009
- brązowy medalista Pierwszej Lihi Ukrainy: 2008
- mistrz Drugiej Lihi Ukrainy: 2005
- brązowy medalista Drugiej Lihi Ukrainy: 2002